# آنجلا فیمانو
آنجلا فیمانو (انگلیسی: Angela Fimmano؛ زادهٔ ۲۲ آوریل ۱۹۹۲) بازیکن فوتبال اهل استرالیا است.